# Айн-Драхам
Айн-Драхам (араб. عين دراهم) — місто в Тунісі. Входить до складу вілаєту Джендуба. Станом на 2004 рік тут проживало 40 372 особи.
У місті на християнському кладовищі похована Марія Ганкевич (?- 3 квітня 1948) - мати розстріляного більшовиками під Крутами Миколи Ганкевича.